# Gangnam Style
"Gangnam Style" (tiếng Hàn Quốc: 강남스타일, IPA: [kaŋnam sɯtʰail]) (Phong cách Giang Nam) là một đĩa đơn của ca sĩ nhạc rap người Hàn Quốc PSY trình bày. Bài hát được ra mắt vào ngày 15 tháng 7 năm 2012, và lần đầu tiên xuất hiện ở vị trí quán quân trong Gaon Chart, bảng xếp hạng quốc gia của Hàn Quốc, trở thành video nhạc Hàn Quốc thịnh hành nhất. Nó cũng được ghi vào lịch sử âm nhạc thế giới như ca khúc Hàn Quốc đầu tiên lọt vào được Top 10 bảng xếp hạng Billboard Hot 100 cũng như dẫn đầu Billboard Hot 100.
Đến đầu tháng 9, nhiều flash mob "Gangnam Style" đã bắt đầu xuất hiện tại nhiều thành phố trên thế giới và "Gangnam Style" đã trở thành nguồn cảm hứng cho nhiều video chế và biểu hiện phản ứng, từ nhiều nguồn như The Oregon Duck, sinh viên từ Học viện Hải quân Hoa Kỳ, nhân viên từ Khu học chánh Houston, và kể cả chính quyền Bắc Triều Tiên. Ca sĩ Psy đã biểu diễn bài hát và điệu nhảy "Gangnam Style" đến nhiều nơi kể cả các chương trình truyền hình The Today Show, Saturday Night Live, Dodger Stadium, The Ellen DeGeneres Show, và trong các quảng cáo của Samsung. Thêm vào đó, nó đã được chia sẻ trên mạng bởi nhiều nhân vật công chúng, kể cả T-Pain, Katy Perry, Britney Spears, và Tom Cruise, và được các nhạc sĩ Nelly Furtado và Maroon 5 hát phiên bản cover, được nhiều báo chí quốc tế nhắc đến như CNN International, The Wall Street Journal, Financial Times, Harvard Business Review, và nguyệt san Foreign Policy.
"Gangnam Style" được khen ngợi vì có điệu nhạc dễ nhớ và vũ điệu vui nhộn trong video và trong các cuộc biểu diễn ngoài đời. Ngày 17 tháng 9, bài hát được đề cử cho giải Video hay nhất tại buổi lễ 2012 MTV Europe Music Awards được diễn ra tại Frankfurt, Đức và thắng giải vào tháng 11 cùng năm. Ngày 20 tháng 9 năm 2012, "Gangnam Style" được Sách Kỷ lục Guinness công nhận là "Video được nhiều người thích nhất trong lịch sử YouTube".
Đến cuối tháng 12/2012, Video Gangnam Style đã được xem hơn 1 tỷ lần, trở thành video được xem nhiều nhất tại Youtube, vượt qua video "Baby" của Justin Bieber từng chiếm kỷ lục trước đó, với 800 triệu người xem..
Ngày 7/5/2013, khi họp song phương với tổng thống Hàn Quốc, tổng thống Obama cũng có nhắc tới Gangnam Style như một sự cuốn hút trong văn hóa Hàn Quốc bởi người dân khắp thế giới.

## Bối cảnh

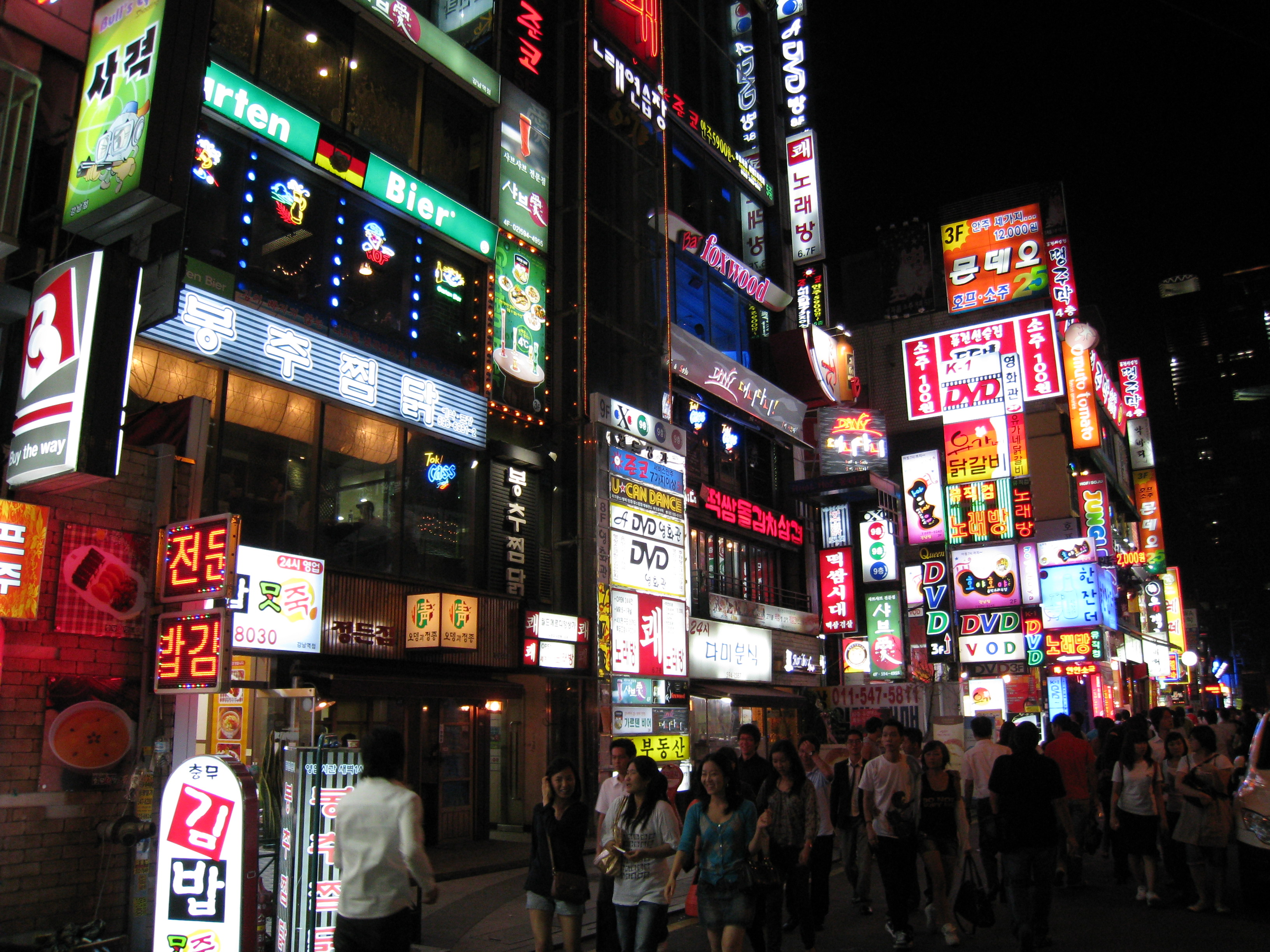
Một phần đường phố của khu vực Gangnam-gu.

"Gangnam Style" (phong cách Giang Nam) là một từ mới có trong tiếng Triều Tiên, chỉ đến lối sống theo kiểu Khu Gangnam, một quận ở thành phố Seoul., nơi người dân có lối sống giàu có, sang trọng, và quý phái. Cụm từ này được Tuần báo Time giải thích là theo kiểu liên tưởng đến lối sống lãng phí tại Quận Gangnam ở Seoul.. Đây cũng là nơi nổi tiếng của tiệc tùng xa hoa, nơi người dân phung phí tiền của vào các mặt hàng xa xỉ để làm nổi bật và khoe sự giàu có của họ. PSY cho rằng Khu Gangnam tương tự với Beverly Hills, California, và cho biết trong một cuộc phỏng vấn rằng anh có ý chế giễu khi liên tục tự xưng cho rằng mình có phong cách sống "Gangnam Style" trong khi tất cả những gì về bài hát, điệu vũ, và video đều không phải là hạng sang hoặc cao nhã, quý phái thích hợp, và gần như đối lập, thô tục, có vẻ "quê mùa học làm sang". Trong một cuộc phỏng vấn khác với CNN, PSY cho rằng:
Người dân Gangnam chính hiệu không bao giờ tự khoe như vậy, chỉ có bọn giả vờ hay muốn được như vậy mới cho rằng họ là "Gangnam Style", cho nên bài hát này chế giễu những loại người này đang cố gắng đua đòi trở thành một cái gì mà họ không phải.— 

Bài hát nhắc đến "cô bạn gái hoàn hảo, người biết khi nào trở thành tao nhã và khi nào trở thành hoang dại." Bài hát giúp giải nghĩa ý này khi ca sĩ thốt lên lời "Ehhhhh Sexy Lady!" Điệp khúc "오빤 강남 스타일 (Oppan Gangnam style)" có thể được dịch là "Anh có phong cách sống kiểu Gangnam", chỉ đến chính ca sĩ; Chữ "Oppa" trong tiếng Triều Tiên, tương tự như chữ "anh" trong tiếng Việt, được phụ nữ dùng để chỉ đến người phái nam lớn tuổi hơn.
Điệu nhạc được sáng tác bởi PSY và Yoo Gun-hyung, một nhà sản xuất ở Hàn Quốc đã từng hợp tác với PSY. Lời bài hát được PSY sáng tác.

## Đón nhận
"Gangnam Style" đã nhận được sự chú ý từ nhiều báo chí trên thế giới như Reuters, The New York Times, Los Angeles Times,
Maura Judkis của tờ The Washington Post nói rằng, "'Gangnam Style' đã biến một vũ điệu nhìn thấy cực kỳ ngu xuẩn trở thành 'cool". Tuần báo thời sự Đức Der Spiegel cho rằng sự thịnh hành của "Gangnam Style" là nhờ vũ điệu táo bạo của nó.

Các quốc gia mà Gangnam style đã lọt vào 3 vị trí hàng đầu trong bảng xếp hạng

Mesfin Fekadu của hãng thông tấn Associated Press viết rằng PSY "hiện giờ đang có một khoảnh khắc văn hóa đại chúng'"." Các điệu vũ của PSY thì "khá kỳ quái" nhưng video ca nhạc thì đầy "quần áo sắc màu, sống động". Ông cũng cho rằng PSY rất vui khi "kiểu màu sắc của anh đang được ca tụng ở Mỹ và trên thế giới." Deborah Netburn của tờ Los Angeles Times nói rằng nó là "một trong những video vĩ đại nhất từng được tải lên YouTube."
Mặc dù "Gangnam Style" được đánh giá tích cực, một số người đã cho rằng nó điên khùng hay thậm chí là thô tục. Matt Buchanan và Scott Ellis của tờ The Sydney Morning Herald viết rằng video "gần như là vô nghĩa trong mắt người Tây phương" và nó đã "làm người xem tưởng rằng họ đã uống nhầm thuốc của ai." Paul Lester của tờ The Guardian cho rằng nó "nhạc rave Euro tầm thường với ghi-ta".
Một nhà phê bình âm nhạc tại Hàn Quốc nhận định rằng yếu tố đã tạo nên sự thành công cho ca khúc này chính là sự hóm hỉnh, nhất là tính hài hước hầu như vắng bóng trên các sàn nhạc pop tại Hàn Quốc. Dù Psy lại không thuộc dòng nhạc K-pop chính thống, và nổi tiếng về lề lối trình diễn và cá tính khiêu khích của anh bên lề một xã hội Hàn Quốc luôn bị gò bó trong khuôn phép, vài lần video của anh đã bị cấm đối với các khán giả dưới 18 tuổi vì các cơ quan chức năng Hàn Quốc cho rằng các bài hát đó có ngôn từ và hình ảnh quá khiêu dâm hay quá thô tục.

## Biểu diễn trực tiếp
Sau khi phát hành "Gangnam Style", PSY đã biểu diễn ca khúc này tại một vài buổi hòa nhạc trên truyền hình ở Hàn Quốc. Sự xuất hiện đầu tiên là tại chương trình âm nhạc Hàn Quốc, The Music Trend. PSY cũng biểu diễn "Gangnam Style" tại một vài buổi hòa nhạc tại Mỹ trong chuyến bay của anh tới đây, gồm có "The Heumbbeok Show" và tại Buổi hòa nhạc Summer Stand tại Seoul, Hàn Quốc. Ngoài ra, PSY cũng biểu diễn ca khúc của mình tại các chương trình truyền hình nổi tiếng của Mỹ như The Ellen DeGeneres Show cùng với ca sĩ đình đám Britney Spears vào ngày 10 tháng 9 năm 2012, tại Lễ trao giải Video âm nhạc của MTV năm 2012, trên chương trình truyền hình Today tại Thành phố New York, và trên Saturday Night Live (SNL).

## "Oppa Is Just My Style"
"Gangnam Style" đã chính thức được tái phát hành vào ngày 14 tháng 8 năm 2012, là "Oppa Is Just My Style" (tiếng Hàn Quốc: 오빤 딱 내 스타일) (Anh là phong cách của em), với giọng hát bổ sung bởi ca sĩ Hàn Quốc và thành viên 4Minute là Hyuna. Mallika Rao viết trên báo The Huffington Post rằng video này "dường như được diễn tả theo cách nhìn của một người phụ nữ, nhưng những khác biệt chính có thể nhận ra là ít cảnh cưỡi những con ngựa vô hình mà nhiều cảnh ngột ngạt ôm ấp hơn." Video âm nhạc này cũng đã được xem trên 150 triệu lần, chỉ vài tuần sau khi video được tải lên Youtube.

## Giải thưởng và đề cử
| Năm  | Quốc gia tổ chức | Thành phố   | Buổi lễ                 | Giải thưởng                                                        | Kết quả      | Chú thích |
| ---- | ---------------- | ----------- | ----------------------- | ------------------------------------------------------------------ | ------------ | --------- |
| 2012 | Đức              | Frankfurt   | MTV Europe Music Awards | Best Video                                                         | Đoạt giải    | [ 48 ]    |
| 2012 | Hoa Kỳ           | Los Angeles | American Music Awards   | New Media Honoree                                                  | Đoạt giải    | [ 49 ]    |
| 2012 | Trung Quốc       | Hong Kong   | Mnet Asian Music Awards | Best Video                                                         | Đoạt giải    | [ 50 ]    |
| 2012 | Trung Quốc       | Hong Kong   | Mnet Asian Music Awards | Song of the Year                                                   | Đoạt giải    | [ 50 ]    |
| 2012 | Hàn Quốc         | Seoul       | Melon Music Awards      | Best Song                                                          | Đoạt giải    | [ 51 ]    |
| 2013 | Hoa Kỳ           | Los Angeles | People's Choice Awards  | Favorite Music Video                                               | Đề cử        | [ 52 ]    |
| 2013 | Pháp             | Cannes      | NRJ Music Awards        | Chanson Internationale de l'année (International Song of the Year) | Chưa công bố | [ 53 ]    |
| 2013 | Pháp             | Cannes      | NRJ Music Awards        | Clip de l'année (Music Video of the Year)                          | Chưa công bố | [ 53 ]    |
| 2013 | Hoa Kỳ           | —           | World Music Awards      | World's Best Song                                                  | Chưa công bố | [ 54 ]    |
| 2013 | Hoa Kỳ           | —           | World Music Awards      | World's Best Video                                                 | Chưa công bố | [ 55 ]    |